# Салтыков, Евгений Сергеевич
Евгений Сергеевич Салтыков (16 сентября 1899 — 11 марта 1993) — советский спортсмен и тренер, чемпион СССР по академической гребле. Заслуженный мастер спорта СССР (1947). Судья всесоюзной категории (1954). Заведующий кафедрой ГДОИФК им. П. Ф. Лесгафта.

## Биография

### Семья
- Отец — Салтыков, Сергей Николаевич (депутат) (1 октября 1874, Вятка — 11 декабря 1937, Бутовский полигон) — член Государственной Думы 2-го созыва от Вятской губернии.
- Мать — Салтыкова Надежда Ивановна (девичья фамилия — Шулятикова, сестра Шулятиков, Михаил Иванович, г. Глазов)

#### Сестры
- Тамара (1904 г., Ленинград — 1976 г., Ленинград) — музыкант
- Вероника (1905 г. — 1988 г., Москва) — лауреат Государственной премии (1947)

### Спортивная деятельность
- Выступал в соревнованиях по академической гребле за клуб «Энергия».
- 1924—1929 — Заведующий гребным клубом «Энергия».
- 1924—1974 — Тренер клуба «Энергия».
- 1931—1964 — Преподаватель ГДОИФК им. П. Ф. Лесгафта, заведующий кафедрой лыжного спорта.

Первые годы проводил факультативные занятия по гребному спорту, в 1933 г. издал конспекты лекций по теории гребного спорта. Позже, под руководством Е. С. Салтыкова и усилиями преподавателей Б. С. Бречко и Ф. М. Кузнецова разрабатывается первая учебная программа по гребному спорту.
С 1950-х гг. кафедра расширила направление своей работы и помимо подготовки специалистов по лыжному спорту занимается также подготовкой специалистов по гребному спорту и получает новое название — Кафедра лыжного и гребного спорта. В главе объединенной кафедры становится Е. С. Салтыков.

## Публикации
- Салтыков Е. С. Организация и проведение соревнований: учеб. для ин-тов физ. Культуры / Е. С. Салтыков. — М.: ФиС, 2006. — 201 с.
- Салтыков Е. С. Лыжный спорт в общеобразовательных школах и ДЮСШ.
- Бергман Б. И., Салтыков Е. С. Тренировка лыжника / Б. И. Бергман, Е. С. Салтыков; под ред. И. М. Коряковского; Ленингр. обл. совет физ. культуры, Ленингр. научно-исслед. ин-т физ. культуры. — [Л.]: Физкультура и спорт, 1935 (: Гос. тип. «Ленингр. Правда»). — 44 с. — 2000 экз.

## Ученики
Подготовил более 30 чемпионов и призеров Олимпиад, чемпионатов Европы, страны:
- В. Лебедев,
- Н. Макаров,
- Гришенкова Анастасия Алексеевна,
- Н. Агафонов,
- Савримович, Вера Александровна (в девичестве Калинина, 1902—1991).

## Награды
- Орден Красной Звезды (1945)
- Орден «Знак Почета»
- Медаль «За трудовую доблесть» (27.04.1957) — «за успехи, достигнутые в деле развития массового физкультурного движения в стране, повышения мастерства советских спортсменов, и успешное выступление на международных соревнованиях»
- Медали

## Память
Кафедра теории и методики гребного спорта им. Е. С. Салтыкова Национального государственного университета физической культуры, спорта и здоровья имени П. Ф. Лесгафта